# Cultura de Catar
La cultura de Catar, al ser parte del mundo árabe, tiene una fuerte influencia de la cultura beduina en sus diferentes expresiones. 

## Artes visuales

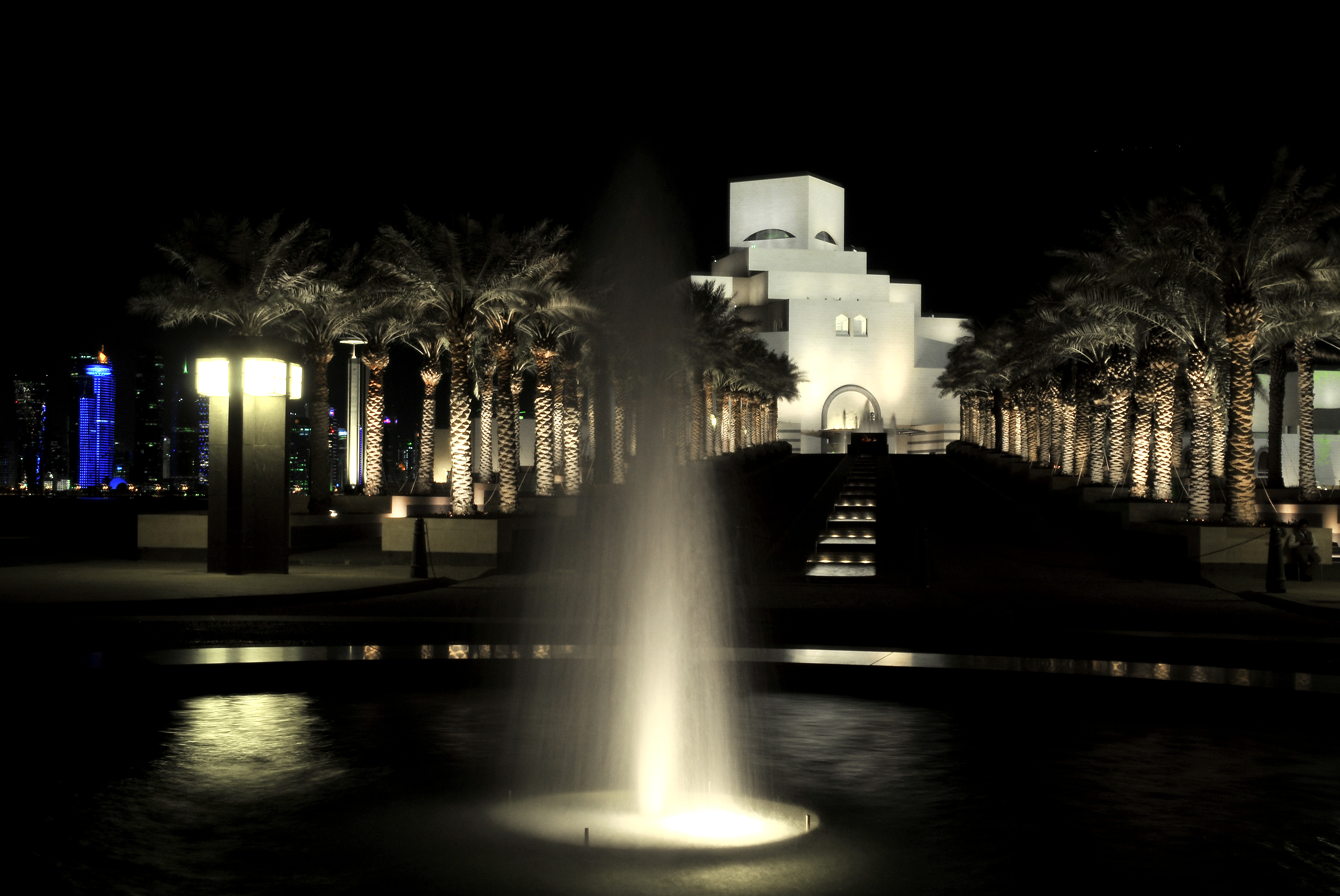
Museo de Arte Islámico de Doha-

Debido a la postura del Islam sobre el arte figurativo, las pinturas y las artes plásticas desempeñaron un papel relativamente insignificante en la cultura de Catar hasta el descubrimiento del petróleo a mediados del siglo XX.  Otras artes visuales como la caligrafía y la arquitectura fueron las formas más dominantes históricamente de la expresión visual islámica. La caligrafía era muy apreciada en la sociedad debido a su estrecha relación con el islam. Se usa a menudo en el diseño de logotipos oficiales del estado, por ejemplo, el logotipo de Qatar National Vision 2030.
Las exhibiciones de arte se llevaron a cabo bajo los auspicios del Ministerio de Educación hasta 1972, después el estado comenzó a brindar todo su apoyo a la escena artística. La Sociedad de Bellas Artes de Catar se estableció en 1980 con el objetivo de promover las obras de los artistas de Catar. Yousef Ahmad es una figura destacada en la vida artística del país al que representa regularmente en bienales y eventos internacionales. Su obra de arte ha sido exhibida internacionalmente.
Durante los últimos veinte años, varios miembros de la familia Al Thani han llevado el interés y la participación de Catar en el campo de las artes y continúan dando forma a la política cultural del país. Catar fue nombrado como el mayor comprador de arte del mundo en 2011 por The Art Newspaper.

## Poesía
La poesía ha sido una parte integral de la cultura desde los tiempos preislámicos. Qatari ibn al-Fuja'a, un héroe popular que data del siglo VII, era famoso por escribir poesía.  Fue visto como un arte verbal que cumplía funciones sociales esenciales. Tener un poeta de renombre entre sus filas era una fuente de orgullo para las tribus; es la forma principal en que las antiguas tradiciones se transmiten de generación en generación. Poemas compuestos por mujeres centrados principalmente en el tema de «ritha», (lamentos). Este tipo de poesía sirvió como una elegía.
Nabati era la forma primaria de la poesía oral. En el siglo XIX, el jeque Jassim Al Thani compuso poemas influyentes de Nabati sobre las condiciones políticas en Catar. Los poemas de Nabati se transmiten por radio y se televisan en el país.

## Literatura
El movimiento de la literatura moderna en Catar comenzó en la década de 1970. A diferencia de la mayoría de las otras formas de arte en la sociedad de Catar, las mujeres han participado en el movimiento de la literatura en una magnitud similar a los hombres.  En la década de 1970, gran parte del trabajo inicial de las mujeres giró en torno a los poemas ritha que se publicaron en los periódicos locales. [16] Kaltham Jaber se convirtió en la primera catarí en publicar una colección de cuentos,  y la primera escritora catarí en publicar una obra importante cuando lanzó su antología de cuentos, que data de 1973 hasta el año de su publicación, 1978. Titulado «Ania wa Ghabat as-Samt wa at-Taraddud», el principal objetivo de estas historias es el deseo de que las mujeres de Catar desempeñen un papel en la reestructuración de las normas sociales y las concepciones culturales.

## Difusión cultural
La mezquita Fanar, ubicada en Doha, alberga también el Centro Cultural Islámico Sheikh Abdulla Bin Zaid Al Mahmoud, una institución pública catarí dedicada a la difusión cultural nacional para turistas y extranjeros residentes, la enseñanza del idioma árabe y al acercamiento para una mejor comprensión del Islam para no musulmanes.